# Alpinia borraginoides
Alpinia borraginoides är en enhjärtbladig växtart som beskrevs av Karl Moritz Schumann. Alpinia borraginoides ingår i släktet Alpinia och familjen Zingiberaceae.
Artens utbredningsområde är Burma. Inga underarter finns listade i Catalogue of Life.